# La Lettre de l'économie sociale
La Lettre de l'économie sociale est un bimensuel d'information spécialisé sur l'économie sociale et solidaire.

## Histoire
Fondée en juillet 1980 par Jean-Louis Girodot,, elle est éditée par la Coopérative d’édition de la lettre de l’économie sociale (Codles) jusqu'en 2010, puis par la Coopérative d'information et d'édition mutualiste (Ciem), à la suite de sa fusion-absorption au sein de celle-ci.
La Lettre de l'économie sociale est un bimensuel spécialisé dans l'économie sociale et solidaire, composé d'informations sectorielles sur les coopératives, mutuelles, associations et fondations,,,.

## Directions
- Présidents d'honneur : Georges Optat[9] et Georges Rino
- Directrice de la publication : Laurence Hamon
- Directeur délégué : Philippe Marchal
- Rédacteur : Jacques des Courtils